# Большой Двор (посёлок при железнодорожной станции, Большедворское сельское поселение)
Большой Двор — посёлок при станции в Большедворском сельском поселении Бокситогорского района Ленинградской области.

## История

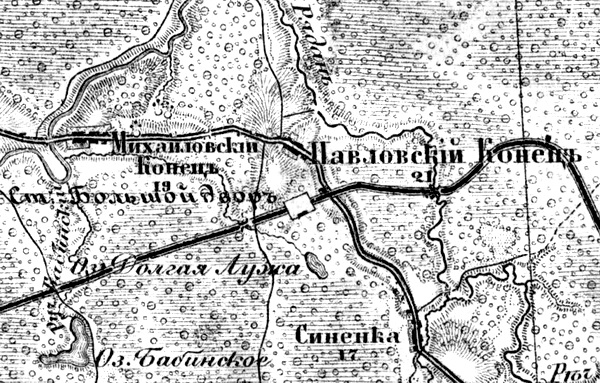
Станция Большой Двор на карте 1913 года

По данным 1966, 1973 и 1990 годов посёлок при станции Большой Двор входил в состав Большедворского сельсовета.
В 1997 году в посёлке при станции Большой Двор Большедворской волости проживали 24 человека, в 2002 году — 32 человека (русские — 97 %). 
В 2007 и 2010 годах в посёлке при станции Большой Двор Большедворского СП проживал 21 человек.

## География
Находится в северо-западной части района у железнодорожной станции Большой Двор на железнодорожной линии Санкт-Петербург — Вологда, в месте пересечения её автодорогой 41К-036 (Галично — Харчевни).
Расстояние до административного центра поселения — 4 км.
К востоку от посёлка протекает река Рядань.

## Демография
| 1997 | 2002 | 2007 | 2010 | 2017 |
| ---- | ---- | ---- | ---- | ---- |
| 24   | ↗32  | ↘21  | →21  | ↘13  |